# 追跡 (情報番組)
『追跡』（ついせき）は、1988年4月4日から1994年3月25日まで日本テレビ系列で生放送された情報・ドキュメンタリー番組。放送時間は平日19:00 - 19:30（JST）。ただし、プロ野球シーズンは野球中継、年末年始の時期や改編期などにおいては特番の影響で放送休止になることも多かった。

## 概要
当初、1988年4月スタートの夕方の報道番組『NNNニュースプラス1』を18:00 - 19:30まで放送させる計画があったが、クロスネット局などからクレームがつき、ニュース・情報番組的なものとしてこの『追跡』が企画された。佐藤孝吉が監督を担当した。
この番組から「はじめてのおつかい」などの派生企画も多数誕生した。「はじめてのおつかい」はその後独立し、現在でも2時間・3時間の単発スペシャル番組としてたびたび放送されている。
全体的には安定した視聴率を確保しており、全盛期には『大追跡』という番組名で土曜19:00 - 19:54枠にも進出した。最高視聴率は25.7%（1991年9月）。
1994年3月25日放送分をもって6年間の放送に幕を閉じた。最終回は世界一大きなスパニッシュオムレツを題材に横浜ランドマークタワーの旧ドック跡地を利用した収録でもってレギュラー放送は終了し、同年3月28日放送のスペシャル企画の2時間放送をもって番組は終了した。

## 主な出演者
- 司会：青島幸男[1]、高見知佳
  - 青島の休暇時には、当時日本テレビのアナウンサーだった小林完吾や福留功男などが司会を代行していた。青島は当時参議院議員でもあったことからもともと企画時から国会が長引いたときは国会を優先させることになっており、1990年代の政治改革問題の政局では番組を変更して議事堂内の青島を中心に映しながら採決の様子を生中継した回もある。
  - 青島の娘・青島美幸も高見の代理で出演した経験がある。
- 金曜パートナー：安部譲二
- 影の声：小林完吾
  - 青島の休暇時には小林が司会を代行し、大平透が影の声を代行していた。

## 主な企画
オープニングCM明け、小林完吾が両司会者に向けて少々のコメントを述べた後、「あ、さて、今日の数字です」という言葉とともにその日のテーマに沿った数字データをひとつ示し、両司会者にその数字の意味を考えさせるところから始まっていた。そして本編終了後のスタジオパート時に、その数字の意味（正解）を小林が発表していた。
- 大家族スペシャル：現在各局で取り上げられるいわゆる「大家族モノ」の元祖企画である。
- はじめてのおつかい：最終回スペシャルもこの特集であった。番組の終了後も、年に数回のスペシャル番組として放送されており、現在に至っている。
- 都バスで飛ばせば旅気分：ナレーションは矢島正明が担当。後に『火曜サプライズ』にて『都バスで飛ばすぜぃ! 』が放送された。
- 銀座ノラ猫物語などの動物特集
- 駅弁特集
- 取材拒否の店：現在でも各局で取り上げられる企画の元祖である。
- 食材特集：イカ特集、カツオ特集など。
- 鉄道沿線特集：｢ぶらり途中下車の旅｣の元になった企画である。
- 大相撲・「若貴」特集：1991年ころに起きた「若・貴ブーム」と称される相撲人気再燃の火付け役となったのは実はこの番組であり、若貴兄弟が一門に入門した時点から同番組では2人の動向を中心に藤島部屋（のち二子山部屋）への密着取材を行った。
- ほか　JR常磐線取手駅でのスリ特集など

## テーマソング
- 風のうた（銀河管弦楽団、作曲：田中洋太）
  - アルバム『スターラブ・スターライト』収録、WWCP-7116
  - 青島美幸によって詩がつけられたバージョンが存在する。アルバム「Wind Song」（2011年）に収録。

## スタッフ
- 構成：川島常稔、松本醇 ほか
- ナレーター：羽佐間道夫、槇大輔、キートン山田 ほか
- 演出：安瀬善康、武富英夫、中山康久 ほか
- プロデューサー：本多隆昌、山崎健二、大泉克郎、松永通之、北村勝美、望月和雄 ほか
- チーフ・プロデューサー：武藤幸恵
- 総監督：佐藤孝吉
- 制作協力：日本テレビビデオ、ZOOY、INPUT VISION、GOLGO ほか

## ネット局
特記がない局は、平日放送。系列は当番組終了時（1994年3月）のもの。
| 対象対象地域   | 放送局             | 系列                                         | 放送日特記                                                                           | 備考          |
| -------------- | ------------------ | -------------------------------------------- | ------------------------------------------------------------------------------------ | ------------- |
| 関東広域圏     | 日本テレビ         | 日本テレビ系列                               |                                                                                      | 制作局        |
| 北海道         | 札幌テレビ         | 日本テレビ系列                               |                                                                                      |               |
| 青森県         | 青森放送           | 日本テレビ系列                               | 1991年10月から平日放送                                                               | [ 2 ]         |
| 岩手県         | テレビ岩手         | 日本テレビ系列                               |                                                                                      |               |
| 宮城県         | ミヤギテレビ       | 日本テレビ系列                               |                                                                                      |               |
| 秋田県         | 秋田放送           | 日本テレビ系列                               |                                                                                      |               |
| 山形県         | 山形放送           | 日本テレビ系列                               | 1993年4月から平日放送                                                                | [ 3 ]         |
| 福島県         | 福島中央テレビ     | 日本テレビ系列                               |                                                                                      |               |
| 山梨県         | 山梨放送           | 日本テレビ系列                               |                                                                                      |               |
| 新潟県         | テレビ新潟         | 日本テレビ系列                               |                                                                                      |               |
| 長野県         | テレビ信州         | 日本テレビ系列                               | 1991年4月からネット開始                                                              | [ 4 ]         |
| 静岡県         | 静岡第一テレビ     | 日本テレビ系列                               |                                                                                      |               |
| 富山県         | 北日本放送         | 日本テレビ系列                               |                                                                                      |               |
| 石川県         | テレビ金沢         | 日本テレビ系列                               | 1990年4月開局から                                                                    |               |
| 福井県         | 福井放送           | 日本テレビ系列 テレビ朝日系列                |                                                                                      | [ 5 ]         |
| 中京広域圏     | 中京テレビ         | 日本テレビ系列                               |                                                                                      |               |
| 近畿広域圏     | よみうりテレビ     | 日本テレビ系列                               |                                                                                      |               |
| 鳥取県・島根県 | 日本海テレビ       | 日本テレビ系列                               |                                                                                      |               |
| 広島県         | 広島テレビ         | 日本テレビ系列                               |                                                                                      |               |
| 山口県         | 山口放送           | 日本テレビ系列                               |                                                                                      | [ 6 ]         |
| 徳島県         | 四国放送           | 日本テレビ系列                               | 月曜日のみ未ネット                                                                   | [ 7 ]         |
| 香川県・岡山県 | 西日本放送         | 日本テレビ系列                               |                                                                                      |               |
| 愛媛県         | 南海放送           | 日本テレビ系列                               |                                                                                      |               |
| 高知県         | 高知放送           | 日本テレビ系列                               | 月曜日のみ未ネット                                                                   | [ 8 ]         |
| 福岡県         | 福岡放送           | 日本テレビ系列                               |                                                                                      |               |
| 長崎県         | テレビ長崎         | フジテレビ系列                               | 1990年9月まで水曜日・金曜日のみ放送                                                  | [ 9 ] [ 10 ]  |
| 長崎県         | 長崎国際テレビ     | 日本テレビ系列                               | 1991年4月開局から                                                                    |               |
| 熊本県         | くまもと県民テレビ | 日本テレビ系列                               |                                                                                      |               |
| 大分県         | テレビ大分         | 日本テレビ系列 フジテレビ系列                | 開始から1993年9月までは木曜日・金曜日 1993年10月から終了までは月曜日・水曜日のみ放送 | [ 11 ]        |
| 宮崎県         | テレビ宮崎         | フジテレビ系列 日本テレビ系列 テレビ朝日系列 | 金曜日のみ放送                                                                       | [ 12 ]        |
| 鹿児島県       | 鹿児島テレビ       | 日本テレビ系列 フジテレビ系列                | 水曜日のみ放送                                                                       | [ 13 ] [ 10 ] |
| 沖縄県         | 沖縄テレビ         | フジテレビ系列                               | 金曜日のみ放送                                                                       | [ 14 ]        |